# Liste der Bodendenkmäler in Buch am Buchrain
Auf dieser Seite sind die Bodendenkmäler in der oberbayerischen Gemeinde Buch am Buchrain zusammengestellt. Diese Tabelle ist eine Teilliste der Liste der Bodendenkmäler in Bayern. Grundlage ist die Bayerische Denkmalliste, die auf Basis des Bayerischen Denkmalschutzgesetzes vom 1. Oktober 1973 erstmals erstellt wurde und seither durch das Bayerische Landesamt für Denkmalpflege geführt wird. Die folgenden Angaben ersetzen nicht die rechtsverbindliche Auskunft der Denkmalschutzbehörde.

## Bodendenkmäler in Buch am Buchrain
| Lage                      | Objekt | Akten-Nr.     | Bild           |
| ------------------------- | --- | ------------- | -------------- |
| (Standort)                | Verebnete Grabhügel und Siedlung vor- und frühgeschichtlicher Zeitstellung.                                                                                            | D-1-7737-0082 |                |
| (Standort)                | Verebneter Grabhügel vorgeschichtlicher Zeitstellung. | D-1-7737-0280 |                |
| Hauptstraße 14 (Standort) | Untertägige mittelalterliche und frühneuzeitliche Befunde und Funde im Bereich der katholischen Pfarrkirche St. Martin von Buch am Buchrain und ihrer Vorgängerbauten. | D-1-7737-0282 | weitere Bilder |
| (Standort)                | Untertägige mittelalterliche und frühneuzeitliche Befunde im Bereich der katholischen Filialkirche Heilig Kreuz von Haidberg und ihrer Vorgängerbauten.                | D-1-7737-0285 | weitere Bilder |
| (Standort)                | Verebnete Viereckschanze der späten Latènezeit. | D-1-7737-0377 |                |
| (Standort)                | Siedlung der frühen und mittleren Bronzezeit. | D-1-7738-0053 |                |